# Бершвайлер-бай-Кірн
Бершвайлер-бай-Кірн (нім. Berschweiler bei Kirn) — громада в Німеччині, розташована в землі Рейнланд-Пфальц. Входить до складу району Біркенфельд. Складова частина об'єднання громад Геррштайн.
Площа — 7,53 км2. Населення становить 272 ос. (станом на 31 грудня 2020).

## Галерея

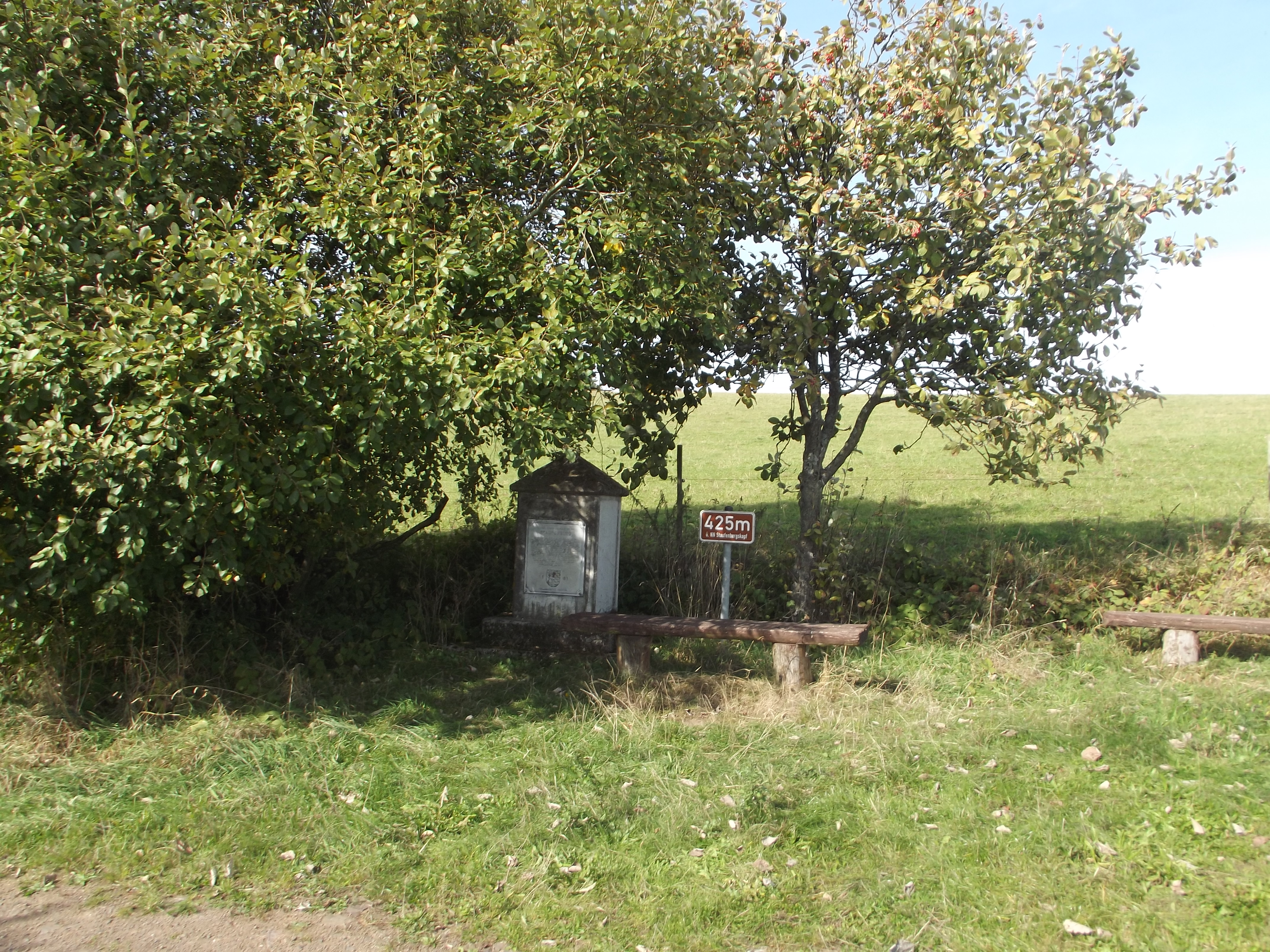
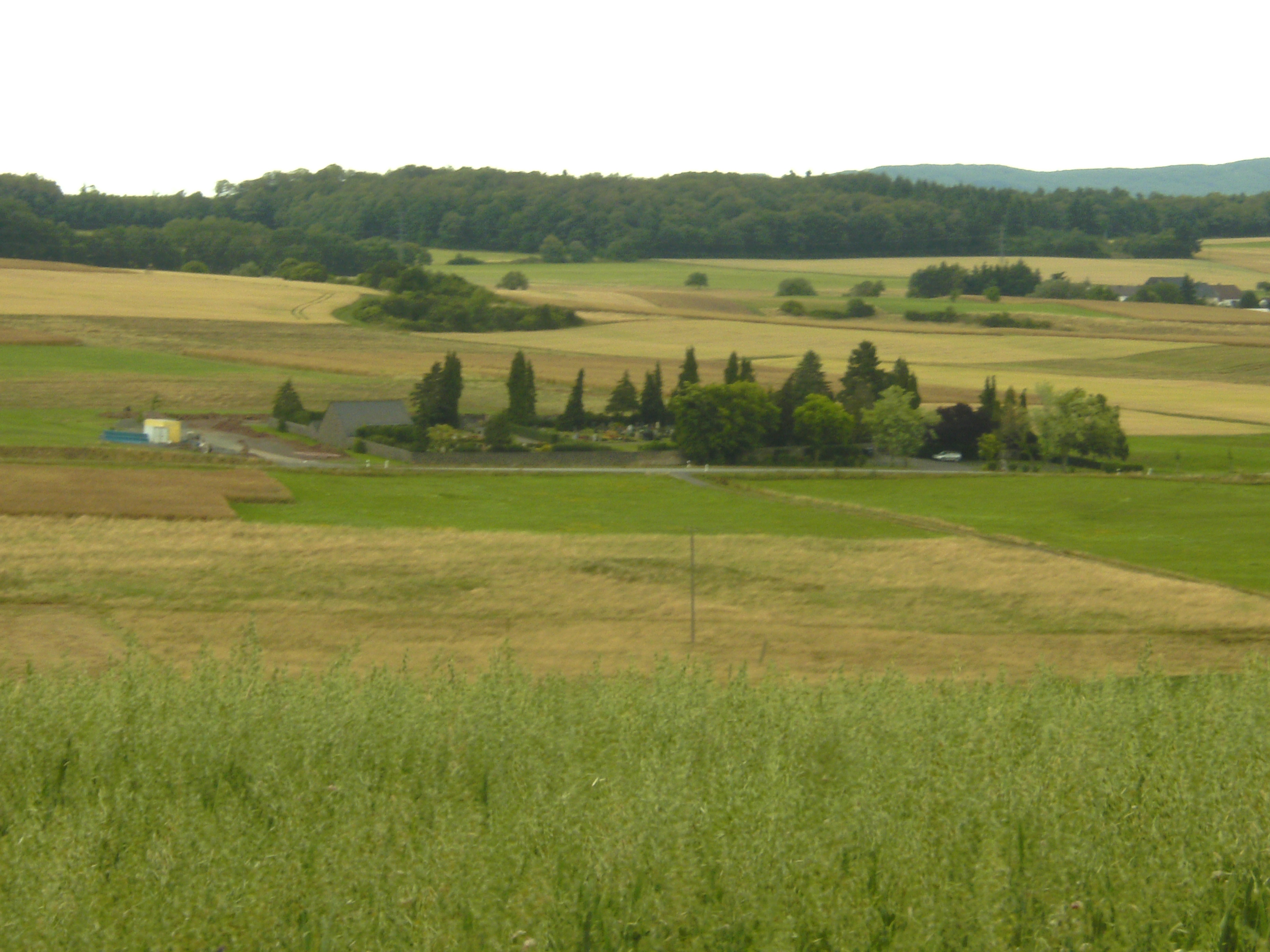